# Archaeobuthus estephani
Archaeobuthidae, Archaeobuthus
Famille
Genre
Espèce
Archaeobuthus estephani, unique représentant du genre Archaeobuthus et de la famille des Archaeobuthidae, est une espèce fossile de scorpions.

## Distribution
Cette espèce a été découverte dans de l'ambre au Liban. Elle date du Crétacé.

## Description
Ce scorpion est jaune-brun.
L'holotype mesure 6,0 mm.

## Étymologie
Cette espèce est nommée en l'honneur d'Antoun Estephan.

## Publication originale
- Lourenço, 2001 : A remarkable scorpion fossil from the amber of Lebanon. Implications for the phylogeny of Buthoidea. Comptes Rendus de l'Académie des Sciences, Série II A, Sciences de la Terre et des Planètes, vol. 332, no 10, p. 641-646 (en).